# Léonora Miano
Pour les articles homonymes, voir Miano.
Léonora Miano, née le 12 mars 1973 à Douala (Cameroun), est une femme de lettres franco-camerounaise d'expression française.

## Biographie
Léonora Miano est née en 1973 à Douala au Cameroun. À 18 ans, en 1991, elle s'installe en France, d'abord à Valenciennes puis à Nanterre, pour étudier la littérature américaine.
Elle vit au Togo depuis 2019.

### Parcours littéraire
Sa première œuvre, L'Intérieur de la nuit, connaît un bon accueil de la critique francophone et reçoit six prix : Les lauriers verts de la forêt des livres, Révélation (2005), le prix Louis-Guilloux (2006), le prix du premier roman de femme (2006), le prix René-Fallet (2006), le prix Bernard-Palissy (2006), et le Prix de l'excellence camerounaise (2007). Le magazine Lire le qualifie de meilleur premier roman français de l'année 2005.
Son deuxième roman, Contours du jour qui vient, reçoit en novembre 2006 le prix Goncourt des lycéens décerné par un jury de jeunes lycéens de 15 à 18 ans,.
Au printemps 2008, elle publie cinq romans, dans la collection « Étonnants classiques » chez Flammarion, regroupés sous le titre Afropean et autres nouvelles.
Son œuvre a la particularité, selon Daniel S. Larangé, de créer à proprement parler une littérature afropéenne, consciente des transformations du monde et de l'humanité. Elle défend l'identité afropéenne à l'heure de la mondialisation, qui pourrait régénérer la culture française par le biais de la littérature francophone. Toujours selon Larangé, l'écriture-jazzy est fondée sur une culture populaire et musicale, intégrant les rythmes impromptus et les rhapsodies propres au jazz.
En novembre 2013, Léonora Miano remporte le prix Femina pour La Saison de l'ombre qui raconte, dans la lignée du Devoir de violence de Yambo Ouologuem, le début de la traite des Noirs. Le roman se présente comme une parabole de la mondialisation qui conduit à exploiter l'humanité comme un produit de consommation.
En janvier 2014, elle est nommée au grade de chevalière de l'ordre des Arts et des Lettres.
En 2015, elle dirige l'ouvrage collectif Volcaniques : une anthologie du plaisir, dans lequel douze autrices du monde noir, Hemley Boum, Nafissatou Dia Diouf, Marie Dô, Nathalie Etoké, Gilda Gonfier, Axelle Jah Njiké, Fabienne Kanor, Gaël Octavia, Gisèle Pineau, Marie-Laure Endale, Élizabeth Tchoungui et Léonora Miano elle-même ont rédigé des nouvelles autour de ce thème.
En 2018, Satoshi Miyagi met en scène Révélation, premier volet de la trilogie sur l'histoire de l'esclavage Red in Blue publié en 2011. Léonora Miano, spécialiste du fait colonial, fait le choix d'un metteur en scène dont la culture (japonaise) est éloignée de l'histoire de l'esclavagisme transatlantique. Sa volonté est d'éviter l'« appropriation culturelle » par un Occidental. Le contraste entre l'histoire familière pour un spectateur occidental et la distance esthétique (dissociation de la voix et du corps héritée du théâtre japonais) crée la surprise et, selon Libération, dépasse la confrontation entre l'Afrique et l'Europe.

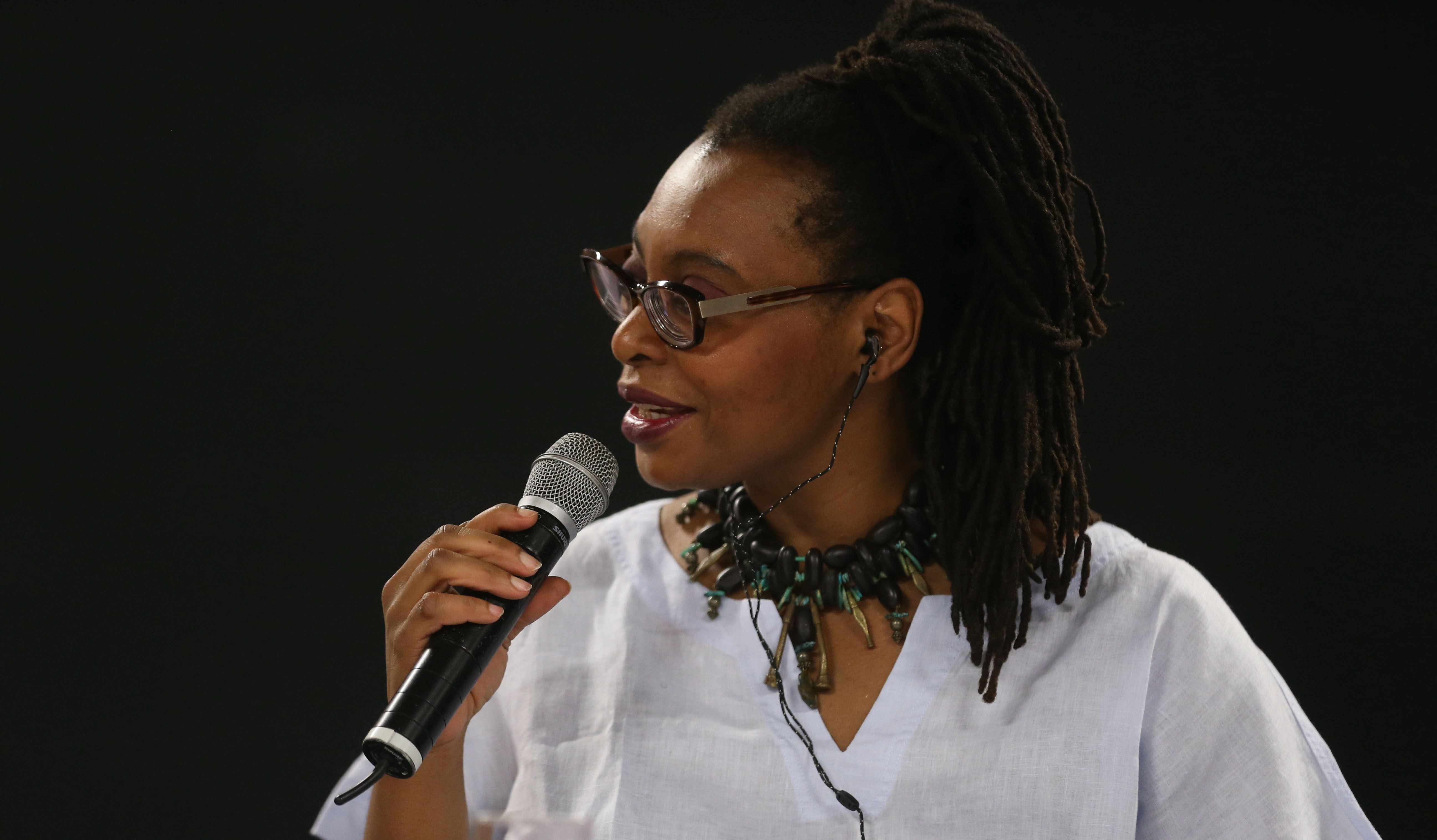
Léonora Miano, 2016, Brésil.

Dans Afropea - Utopie post-occidentale et post-raciste (2020), Léonora Miano rejette la notion d'identité et d'essence « noire » ainsi que celle de « négritude » et même le terme « Africains ». Elle revendique plutôt les termes de Subsahariens, Afrodescendants ou Afropéens, ce dernier étant pour elle un outil fécond pour « parvenir à la création de sociétés plus inclusives, post-occidentales. » Dans L'Autre Langue des femmes, paru en 2021, elle s'intéresse à plusieurs personnalités féminines historiques ou légendaires subsahariennes, et la signification que peuvent avoir aujourd'hui leur légende,, telles Tassin Hangbè, Moremi Ajasoro, Abla Pokou, Njinga du Ndongo et du Matamba, Amina de Zaria, Caroweelo, Yennenga, Sarraounia, etc.
En 2021, elle écrit la préface de la publication en français de Carnet de mémoires coloniales de l'écrivaine portugaise Isabela Figueiredo.
Depuis 2021, elle est la marraine du prix littéraire Frontières-Léonora Miano, qui récompense le meilleur roman de l'année abordant la thématique des frontières.

## Publications
- L'Intérieur de la nuit : roman, Pocket, 2006 (ISBN 2-266-16268-3 et 978-2-266-16268-5, OCLC 469600796) Classé 5e au palmarès des meilleurs livres de l’année par le magazine Lire.
- Contours du jour qui vient, Pocket jeunesse, 2008 (ISBN 2-266-17694-3 et 978-2-266-17694-1, OCLC 470574502, lire en ligne)

- Tels des astres éteints : roman, Plon, 2008 (ISBN 978-2-259-20628-0 et 2-259-20628-X, OCLC 190965886)
- Soulfood équatoriale, NIL, 2009 (ISBN 978-2-84111-380-4 et 2-84111-380-9, OCLC 370357275)
- Les Aubes écarlates : "Sankofa cry", Plon, 2009 (ISBN 978-2-259-21067-6 et 2-259-21067-8, OCLC 436107725)
- Blues pour Élise : roman, Plon, 2010 (ISBN 978-2-259-21286-1 et 2-259-21286-7, OCLC 671465779)
- Ces âmes chagrines, Plon, 2011 (ISBN 978-2-259-21287-8 et 2-259-21287-5, OCLC 750163289)
- Écrits pour la parole, L'Arche, 2012 (ISBN 978-2-85181-773-0 et 2-85181-773-6, OCLC 779741808) ; réédité avec une préface inédite en 2023  (ISBN 9782381980577)
- Habiter la frontière, L'Arche, 2012  (ISBN 978-2-85181-786-0)[18]
- La Saison de l'ombre, Grasset, 2013 (ISBN 978-2-246-80113-9 et 2-246-80113-3, OCLC 858280272) Prix Femina 2013.
- Red in blue trilogie, L'Arche, 2015 (ISBN 978-2-85181-865-2 et 2-85181-865-1, OCLC 913573418)
- Crépuscule du tourment, 2016 (ISBN 978-2-246-85414-2, 2-246-85414-8 et 978-2-246-85446-3, OCLC 957655659)
- Crépuscule du tourment 2, Grasset, 2017 (ISBN 978-2-246-85414-2)
- L'Impératif transgressif : communications, réflexions, 2016 (ISBN 978-2-85181-893-5 et 2-85181-893-7, OCLC 952030530)
- Rouge Impératrice, Grasset, 2019 (ISBN 978-2-246-81360-6 et 2-246-81360-3, OCLC 1108811086)
- Ce qu'il faut dire, L'Arche, 2019 (ISBN 978-2-85181-970-3 et 2-85181-970-4, OCLC 1128096817)
- Afropea : utopie post-occidentale et post-raciste, Grasset, 2020 (ISBN 978-2-246-81717-8 et 2-246-81717-X, OCLC 1230411096)
- L'Autre Langue des femmes, Grasset, 2021
- Elles disent, Grasset, 2021
- Stardust, Grasset, 2022 (ISBN 978-2-246-83183-9 et 2-246-83183-0, OCLC 1342556895)
- Fille d'Amanitore / Et que mon règne arrive, L'Arche, 2023 (ISBN 9782381980508)
- L'Opposé de la blancheur : réflexions sur le problème blanc, Paris, éditions du Seuil, 2023  (ISBN 9782021540710)
- Les aventures de la foufoune, Éditions du Seuil, 2024, 168 p. (ISBN 9782021569049)

### Prix et distinctions
- Prix Louis-Guilloux 2006 pour L'Intérieur de la nuit[5]
- Prix du Premier roman de femme 2006 pour L'Intérieur de la nuit[5]
- Prix René-Fallet 2006[6],[5]
- Prix Bernard-Palissy 2006[5]
- Prix Goncourt des lycéens 2006 pour Contours du jour qui vient[4]
- Grand prix littéraire d'Afrique noire 2011 pour l'ensemble de son œuvre[19]
- Prix Seligmann 2012 contre le racisme pour Écrits pour la parole
- Grand prix du roman métis 2013 pour La Saison de l'ombre[20]
- Prix Femina 2013 pour La Saison de l'ombre[21]
- Chevalière de l'ordre des Arts et des Lettres[10], 2014